# Dinolesten
Dinolesten (Dinolestidae) zijn een familie van straalvinnige vissen uit de orde van Baarsachtigen (Perciformes).

## Geslacht
- Dinolestes Klunzinger, 1872